# Emily Hood Westacott
Emily Hood Westacott, avstralska tenisačica, * 6. maj 1910, Brisbane, Avstralija, † 9. oktober 1980.
Dvakrat se je uvrstila v finale turnirja za Prvenstvo Avstralije v posamični konkurenci, leta 1939 je v finalu premagala Nell Hopman, leta 1937 pa je izgubila proti Nancye Wynne. V konkurenci ženskih dvojic je turnir osvojila trikrat skupaj z Margaret Molesworth in se še dvakrat uvrstila v finale, v konkurenci mešanih dvojic pa se je dvakrat uvrstila v finale.

## Finali Grand Slamov

### Posamično (2)

#### Zmage (1)
| Leto | Turnir               | Nasprotnica v finalu | Rezultat finala |
| 1939 | Prvenstvo Avstralije | Nell Hopman          | 6–1, 6–2        |

#### Porazi (1)
| Leto | Turnir               | Nasprotnica v finalu | Rezultat finala |
| 1937 | Prvenstvo Avstralije | Nancye Wynne         | 3–6, 7–5, 4–6   |

### Ženske dvojice (5)

#### Zmage (3)
| Leto | Turnir                   | Partnerica          | Nasprotnici v finalu                      | Rezultat finala |
| 1930 | Prvenstvo Avstralije     | Margaret Molesworth | Marjorie Cox Crawford Sylvia Lance Harper | 6–3, 0–6, 7–5   |
| 1933 | Prvenstvo Avstralije (2) | Margaret Molesworth | Joan Hartigan Marjorie Gladman            | 6–3, 6–2        |
| 1934 | Prvenstvo Avstralije (3) | Margaret Molesworth | Joan Hartigan Ula Valkenburg              | 6–8, 6–4, 6–4   |

#### Porazi (2)
| Leto | Turnir                   | Partnerica     | Nasprotnici v finalu           | Rezultat finala |
| 1937 | Prvenstvo Avstralije     | Nell Hopman    | Thelma Coyne Long Nancye Wynne | 2–6, 2–6        |
| 1939 | Prvenstvo Avstralije (2) | May Hardcastle | Thelma Coyne Long Nancye Wynne | 5–7, 4–6        |

### Mešane dvojice (2)

#### Porazi (2)
| Leto | Turnir                   | Partner        | Nasprotnika v finalu                | Rezultat finala |
| 1931 | Prvenstvo Avstralije     | Aubrey Willard | Marjorie Cox Crawford Jack Crawford | 5–7, 4–6        |
| 1934 | Prvenstvo Avstralije (2) | Roy Dunlop     | Joan Hartigan Edgar Moon            | 3–6, 4–6        |